# Кушмир-Станчу, Анишоара
Анишоара Кушмир (рум. Anișoara Cușmir, р.28 июня 1962), после замужества взявшая фамилию Станчу (рум. Stanciu) — румынская прыгунья в длину, олимпийская чемпионка, экс-рекордсменка мира.
Родилась в 1962 году в Брэиле. В 1983 году стала серебряной призёркой чемпионата мира. В конце 1983 года вышла замуж за спринтера Паула Станчу. В 1984 году стала чемпионкой Олимпийских игр в Лос-Анджелесе.